# (Let Me Be Your) Teddy Bear
«(Let Me Be Your) Teddy Bear» — песня, которую Элвис Пресли исполнил в кинофильме 1957 года «Любить тебя» (англ. Loving You). Пресли был первым артистом, её записавшим (для саундтрека к вышеупомянутому фильму) и выпустившим.

## Описание
Песня была издана Элвисом Пресли как сингл. На стороне Б была песня «Loving You», титульная песня из того же кинофильма.
Летом 1957 года «(Let Me Be Your) Teddy Bear» держалась 7 недель на первом месте в США в чарте поп-синглов журнала «Билборд» (тогда называвшемся Top 100, теперь Hot 100).
Кроме того, песня была в том же «Билборде» на 1-м месте в жанровом чарте ритм-н-блюзовых синглов (теперь Hot R&B/Hip-Hop Songs) и 1 неделю на 1-м месте в жанровом чарте синглов в стиле кантри (теперь Hot Country Songs).